# BeNe Ladies Tour
BeNe Ladies Tour er et etapeløb for kvinder, der finder sted i Belgien og Holland og klassificeres af UCI som kategori 2.2.

## Vindere
| År   | Vinder         | Toer             | Treer               |        |
| ---- | -------------- | ---------------- | ------------------- | ------ |
| 2014 | Emma Johansson | Jolien D'Hoore   | Shara Gillow        |        |
| 2015 | Jolien D'Hoore | Floortje Mackaij | Elena Cecchini      |        |
| 2016 | Jolien D'Hoore | Floortje Mackaij | Élise Delzenne      |        |
| 2017 | Marianne Vos   | Alice Barnes     | Annette Edmondson   |        |
| 2018 | Marianne Vos   | Lisa Klein       | Katie Archibald     |        |
| 2019 | Lisa Klein     | Amy Pieters      | Marlen Reusser      |        |
| 2020 | aflyst         | aflyst           | aflyst              | aflyst |
| 2021 | Lisa Klein     | Mieke Kröger     | Anna Henderson      |        |
| 2022 | Ellen van Dijk | Lorena Wiebes    | Audrey Cordon-Ragot |        |
| 2023 | Lucinda Brand  | Emma Norsgaard   | Anna Henderson      |        |
| 2024 | Lorena Wiebes  | Georgi Pfeiffer  | Thalita de Jong     |        |
| 2025 |                |                  |                     |        |